# Inpaichthys kerri
Inpaichthys kerri es una especie de peces de la familia Characidae en el orden de los Characiformes, es la única especie del género Inpaichthys.

## Morfología
Los machos pueden llegar alcanzar los 2,8 cm de longitud  total.

## Hábitat
Vive en zonas de clima tropical entre 24 °C - 27 °C de temperatura.

## Distribución geográfica
Se encuentran en Sudamérica: río Aripuana a la cuenca del río Madeira (Mato Grosso, Brasil).